# Drinhausen (Asbach)
Drinhausen ist ein Ortsteil der Ortsgemeinde Asbach im Landkreis Neuwied im nördlichen Rheinland-Pfalz. Der Ort ist landwirtschaftlich geprägt, entwickelt sich aber aufgrund der verkehrsgünstigen Lage zunehmend zu einem Wohnort im Sinne einer Wohngemeinde.

## Geographie
Das Dorf liegt im Niederwesterwald südwestlich des Hauptortes Asbach auf einer Anhöhe südlich des Asbachs und der Landesstraße 272, die Asbach mit der Bundesautobahn 3 (AS Bad Honnef/Linz) verbindet. Der Ort ist über die Kreisstraße 42 mit Bennau und Asbach verbunden.

## Geschichte
Aufgrund der Endung „-hausen“ im Ortsnamen kann von einer frühen fränkischen Besiedlung ausgegangen werden. Nach einer früheren Ortsnamensbeschreibung ist der Ortsname vielleicht aus Draginhausen entstanden, benannt nach einem ersten Siedler namens „Drago“.
Mitte des 13. Jahrhunderts kam die Region des heutigen Asbacher Landes in den landesherrlichen Besitz des Kurfürstentums Köln. Der Ort war Teil der „Honnschaft Elsaff“, die zum Kirchspiel Asbach gehörte und der Verwaltung des kurkölnischen Amtes Altenwied unterstand. In Drinhausen war vom 15. bis zum 18. Jahrhundert der Sitz des Boten des Amtes Altenwied. Er hatte einen Hof als Botenlehen (Besoldung). Der älteste bekannte Bote war 1420 Gobelen von Drinhausen, weitere Boten wurden in den Jahren 1517, 1650 und 1709 urkundlich erwähnt.
In einer 1660 vom Kölner Kurfürsten Maximilian Heinrich angeordneten Bestandsaufnahme hatte Drinhausen zehn Höfe. 1787 war der Weiler auf 18 Häuser mit 44 erwachsenen Einwohnern angewachsen.
Nachdem das Rheinland 1815 zu Preußen gekommen war, gehörte Drinhausen zur Gemeinde Elsaff im damals neu gebildeten Kreis Neuwied und wurde von der Bürgermeisterei Asbach verwaltet. Nach einer Volkszählung aus dem Jahr 1885 hatte Drinhausen 76 Einwohner, die in 18 Häusern lebten, in der gesondert aufgeführten Köttinger Mühle lebten 7 Personen.
Bis zum 16. März 1974 gehörte Drinhausen zu der bis dahin eigenständigen Gemeinde Elsaff, welche mit gleichem Datum aufgelöst wurde und deren Ortschaften entsprechend der ehemaligen Kirchspielzugehörigkeit den neu gebildeten Ortsgemeinden Asbach und Buchholz zugeordnet wurden. Hierbei kam Drinhausen zu Asbach und gehört seitdem zur Gemarkung Elsaff-Asbach. Bei der Volkszählung 1987 hatte Drinhausen 92 Einwohner.

## Sehenswürdigkeiten
- Als historisches Bauwerk wurde eine Hofanlage als Kulturdenkmal in die Denkmalliste des Landes Rheinland-Pfalz aufgenommen. Das Fachwerkhaus stammt im Kern aus dem 17. Jahrhundert, der Anbau und die Fachwerkscheune aus dem 19. Jahrhundert (Zum Bierkeller 12).[7]
- Siehe auch: Liste der Kulturdenkmäler in Asbach (Westerwald)